# Чумонг (сериал)
„Чумонг“ (на корейски: 주몽, на английски: Jumong) е южнокорейски исторически сериал с участието на Сонг Ил Гук и Хан Хье Джин, който се излъчва по MBC по случай 45-годишния юбилей на канала от 2006 до 2007 г.
Първоначално планиран за 60 епизода, MBC го удължава до 81 поради популярността му и високия зрителски рейтинг – последният епизод достига рейтинг от над 50 % при излъчването му в Южна Корея.
Поредицата разглежда живота на крал Донгмьонгсонг, основател на кралство Когурьо, което заедно с Пекче и Шила, сформират Трите корейски кралства, които биват обединени на по-късен етап от Шила.
Сериалът Чумонг се счита за част от корейската вълна (Халю), като рейтингът на гледаемост в Иран надхвърля 80 процента, издигайки Сонг Ил Гук, актьорът в ролята на Чумонг до статут на суперзвезда в Иран.
Сериалът печели голяма популярност и в Казахстан при своето излъчване там през 2008 г., като дори казахстанският президент става фен на поредицата, а рейтингът ѝ достига над 80%.
Както не малко други корейски сериали, този също е базиран на легенда. В нея се разказва как в планината Тебек кралят на Пуйо, Гъмуа, срещнал жена на име Юхуа, дъщеря на Повелителя на реката. Тя му разказала, че е прогонена от баща си, защото се влюбила в Хемосу – син на небето. Кралят я взел със себе си и я настанил една от стаите на двореца. Изведнъж в стаята проникнали слънчеви лъчи и колкото и да се опитвала девойката, не успявала да ги избегне. Скоро тя забременяла и родила огромно яйце. Кралят бил разярен и заповядал то да бъде унищожено. Първо дали яйцето на кучета и прасета, но те отказали да го изядат. След това го сложили по средата на улицата, но кравите и конете вървяли до него, без да го настъпват. Хвърлили яйцето и на полето, но птици дошли да го пазят. След неуспешните многократни опити да счупи яйцето, Гъмуа го връща на Юхуа. По-късно от яйцето се родило момче, което още от малко е много здраво и силно. То се научава как да изработва лък и стрели и става майстор на стрелбата с лък още на 7-годишна възраст и печели прякора Чумо, което е жаргонна дума, използвана за описание на отлични стрелци с лък от хората на Пуйо.

## Сюжет
Чумонг е името на легендарния основател на Когурьо – Донгмьонгсонг. Бъдещият герой Чумонг е роден във времена на хаос и борби в малкото независимо кралство Пуйо. Въпреки че е син на Хемосу и Юхуа, той израства като син на краля на Пуйо, Гъмуа, човекът, предал баща му, но който го обича като свой собствен син. Той често става жертва на неприязънта на по-големите си братя, истинските синове на краля. Израства лекомислен и малко непохватен, напълно пренебрегващ ролята си на принц, но постепенно е въвлечен в съревнование, както за престола, така и за сърцето на красивата Сосоно. Историята в сериала започва няколко години преди раждането на самия Чумонг и разкрива взаимоотношенията между двамата приятели – генерал Хемосу и принц Гъмуа, и красивата лейди Юхуа.
През 180 г. пр. н. е., след като се радва на златния си век в продължение на 2100 години, кралство Кочосон най-накрая е победено от империя Хан. Императорът на династия Хан разделя територията на превзетото кралство на четири отделни области (Накранг, Джинбон, Имдун и Хьонто) и разполага свои армии там. Хората от Кочосон твърдо се противопоставят на династия Хан. Хемосу е централната фигура на съпротивата, създавайки армията на Дамул. Той тайно се обединява с принц Гъмуа от Пуйо, за да защити и спаси бежанците от Кочосон в цялата страна. След като е ранен в битка, Хемосу е спасен от лейди Юхуа от племето Хабак и двамата се влюбват. Юхуа е красива девойка, в която се влюбва и принц Гъмуа.
Кралят на Пуйо, Хе Бу Ру, е много доволен от факта, че хората от Кочосон се установяват в Пуйо с помощта на Хемосу. Той обаче е дълбоко загрижен, когато първият министър Бу Дък Бул му казва, че защитата на хората от Кочосон може да предизвика гнева на императора. Междувременно Йо Ми Ъл, оракулът на Пуйо, вижда трикрака врана да се появява на слънцето. Тя знае, че двата крака представляват Хе Бу Ру и Гъмуа, но не е сигурна кой е третият човек.
Обвинени в укриване на Хемосу, всички членове на племето на Юхуа са убити с изключение на нея. Хемосу обаче успява да избяга. Случайно среща Йон Та Бал и неговата група и е шокиран да чуе, че цялото племе е било убито заради него. Йон Та Бал разкрива, че спасеният от него е Хемосу и иска да го предаде, но е нападнат в засада и точно Хемосу му помага да избяга от опасността. Същата нощ Гъмуа спасява бременната Юхуа и бяга с нея. Тя му казва, че Хемосу е все още жив. Междувременно съпругата на Йон Та Бал ражда момиченце, което наричат Сосоно. Йон Та Бал обещава, че ще отгледа дъщеря си по-силна и по-мъдра от всеки друг мъж на света.
Гъмуа разбира от Бу Дък Бул, че баща му е примамил Хемосу в капан и е съсипан. Той планира да помогне на Хемосу да избяга. Но по време на бягството Хемосу е ударен от стрела и пада от скала... Юхуа ражда момче, което кръщава Чумонг и решава да напусне Пуйо с бебето си. Но Гъмуа настоява тя да остане и да отгледа Чумонг в Пуйо. За да защити бебето, чийто баща е Хемосу, Гъмуа решава да го отгледа като свой собствен син.
Двадесет години по-късно непрекъснатите завоевания на крал Гъмуа почти удвояват територията на Пуйо. А младият Чумонг израства слаб и страхлив принц, засенчен и презрян от по-големите си „полубратя“ Десо и Янгпо, които се борят за трона на Пуйо. Омразата на майка им към лейди Юхуа засилва враждата между тях, като двамата братя решават да убият Чумонг, като го оставят да затъне в блато. Но той бива спасен от лейди Сосоно от търговския клан от Джолбон. Всичко това задвижва поредица от събития, в които Чумонг напуска двореца и по ирония на съдбата се среща с баща си, вече възрастния и сляп Хемосу.
Чумонг придобива отлични бойни умения под тайното наставничество на Хемосу, но не подозира, че двамата са баща и син. В същото време Чумонг създава близки отношения с лейди Сосоно. Едва след като Хемосу бива убит от Десо и Янгпо, Чумонг научава истината и се заклева да отмъсти за баща си и да изгони Хан. Той се завръща при Гъмуа и повежда армията на Пуйо срещу Ханската династия, но изчезва по време на битка и всички го смятат за мъртъв. Междувременно Десо завзема властта в Пуйо чрез заговор и принуждава Сосоно да стане негова съпруга. Отчаяна, Сосоно се омъжва за своя търговски партньор Уте (без да подозира, че Чумонг е все още жив).
Чумонг е спасен от племето Ханбек, а за него се грижи лейди Йесоя, която става негова съпруга. Двамата се завръщат в Пуйо, като Чумонг се преструва на слуга на Десо с цел да спечели доверието му. Така Чумонг и хората му успяват да поведат голяма група бежанци от Кочосон в дивата природа на планината Бонги, където създават крепост и сформират отново армията на Дамул срещу Десо, който държи лейди Юхуа и бременната Йесоя като заложници в двореца. След слънчево затъмнение Гъмуа си връща властта с помощта на министър-председателя. Той се опитва да убеди Чумонг да се върне в двореца и да разпусне армията на Дамул, но Чумонг отказва предложението.
През следващите три години армията на Дамул нараства и започва да обединява различни местни племена, за ужас на Пуйо и Хан. След смъртта на Уте в битка, Чумонг и Сосоно сформират съюз и обединяват петте клана на Джолбон и армията на Дамул в едно могъщо образувание, което се превръща в кралство Когурьо. Когато Йесоя и Юри изчезват от Пуйо и всички ги смятат за мъртви, скърбящият Чумонг се жени за Сосоно и двамата стават крал и кралица на новата нация.
След като управлява Когурьо в продължение на петнадесет години, Чумонг успява да се събере отново с Йесоя и Юри (които са живяли в изгнание след бягството им от двореца на Пуйо). След убийството на крал Гъмуа от наемниците на Хан, новокоронованият крал Десо сключва съюз с Чумонг и обединените армии на Когурьо и Пуйо успяват да унищожат армията на Хан в Манджурия.
За да предотврати вътрешни борби поради завръщането на Юри, Сосоно напуска Когурьо и се отправя на юг с про-джолбонската фракция и синовете си тийнейджъри Пирьо и Онджо, който впоследствие става основател на кралство Пекче на корейския полуостров. Чумонг продължава да се бие срещу Хан, за да консолидира кралството си и умира на 40-годишна възраст, след като предава короната на Когурьо на сина си Юри. Кралство Пуйо по-късно се срива след смъртта на Десо от ръцете на внука на Чумонг Мухьол.

## Актьорски състав
- Сонг Ил Гук – Чумонг, основател на Когурьо

Син на Хемосу и Юхуа, но израства като син на крал Гъмуа. Живее с копнеж за възможността отново да срещне баща си. Впоследствие, Чумонг се запознава с него и Хемосу става негов учител, но така и не разбира до смъртта му, че всъщност това е баща му. Чумонг обича една жена, но се жени за друга, с която по-късно се разделя. Всички тези изпитания и тъга не пречат на съдбата му. Неговото наследство за корейския народ е великият исторически триумф на отвоюването на небето на Стария Чосон (Кочосон) и установяването на династията Когурьо.
- Хан Хье Джин – Сосоно

Интелигентна и силна кралица, но понеже е жена, не може да изживее мечтите си. Въпреки това тя става могъщ и мъдър лидер. Първата кралица, която историята запомня във времена, когато любовта е в изобилие, но все пак не се счита за най-важната.
- Ким Сънг Су – принц Десо

Като дете той губи бащината си любов заради Чумонг. Като възрастен носи белега на невъзможната си любов към жената, която обича. Той е причината за смъртта на бащата на Чумонг и прави всичко възможно, за да отнеме Сосоно от Чумонг.
- Чон Куанг Рьол – крал Гъмуа

Воюва с нацията Хан, заедно с Хемосу. Двамата споделят приятелство дори по-силно от кръвта, но накрая предава Хемосу заради Хан. Той не само приема съпругата на Хемосу – жена, която ден след ден копнее единствено за Хемосу, като собствена съпруга, но се грижи и за сина на Хемосу като за свой роден син с много любов и силно чувство на вина.
- О Йон Су – лейди Юхуа

Дъщеря на Ха Бек Чок, тя изглежда толкова красива, че всеки би се влюбил в нея от пръв поглед. Тя се грижи за раните на Хемосу с голяма преданост, но накрая е изправена пред трагедията нейният народ да бъде убит от армията Хан за укриването на Хемосу. След като разбира, че Хемосу е мъртъв, изпада в дълбока тъга, но се омъжва за краля на Пуйо Гъмуа и ражда сина на Хемосу Чумонг.
- Хо Джун Хо – Хемосу, бащата на Чумонг
- Кьон Ми Ри – кралица Уонху
- Сонг Джи Хьо – Йесоя
- Пак Там Хи – Янг Со Ран
- Ан Йонг Джун – Юри
- Ким Бьонг Ки – Йон Та Бал
- Джин Хи Кьонг – Върховна жрица Йо Ми Ъл
- И Дже Йонг – Първи министър Бу Дък Бул
- Уон Ки Джун – принц Йонгпо
- Бе Су Бин – Са Йонг
- Канг Ън Так – Чан Су
- Им Со Йонг – Бу Йонг
- Юн Донг Хуан – Янг Чонг
- О Ук Чол – лорд Хуанг
- Йо Хо Мин – Генерал Ои
- Ан Чонг Хун – Ма Ри
- И Кье Ин – Мо Пал Мо
- Чонг Хо Бин – Уте

## Продукция
Снимките на Чумонг се състоят в парка, собственост на MBC – Йонгин Дечангън, в град Йонгин, провинция Кьонги-до, където са снимани и други исторически драми (като Донг И, Луната, обгръщаща слънцето, Аранг и Магистратът, Владетел: собственикът на маската, И Сан и Кралица Сондок).

## Рейтинг
Чумонг получава най-високия зрителски рейтинг (40 – 50%) от всички корейски драми, излъчени през 2006 г.

## Награди и номинации
Сериалът печели общо 14 награди, сред които „най-добър актьор“ – Сонг Ил Гук като Чумонг, „най-добра актриса“ – Хан Хье Джин като Сосоно „режисьор и сценарист на годината“ на наградите за драма на MBC, „най-добър сценарий“ на наградите за изкуства Пексанг, „най-добър сериал“ на Корейските награди за драма. Сонг Ил Гук печели и най-голямата възможна награда за актьорство Десанг за ролята си на Чумонг.